# Розенфельдер, Людвиг
Лю́двиг Ро́зенфе́льдер (нем. Karl Ludwig Rosenfelder; 18 июля 1813, Бреслау — 18 апреля 1881, Кёнигсберг) — немецкий художник.

## Биография

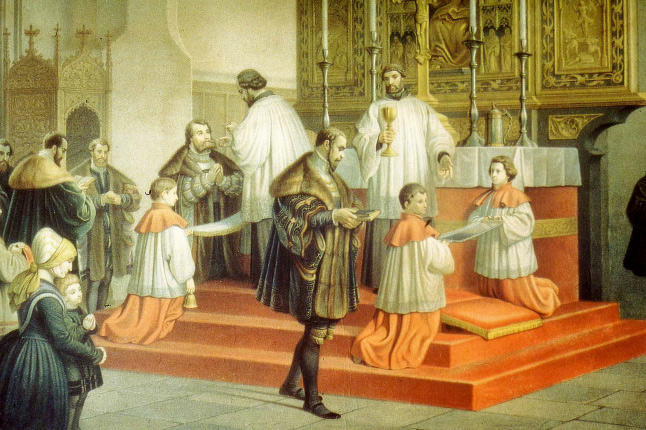
Герцог Альбрехт Прусский в первый раз получает причастие по протестантскому обряду в кафедральном соборе Кёнигсберга в 1525 году (1852)

По настоянию родителей освоил сперва ремесло часовщика и лишь в 1831 году поступил в Берлинскую академию художеств. Учился у Вильгельма Гензеля и Вильгельма Терните, окончив курс в 1836 году. Выполнил несколько крупных работы по заказу города Данцига, в 1841 году основал в Берлине собственную мастерскую, а в 1845 году был назначен первым директором Кёнигсбергской академии художеств и занимал эту должность до 1874 года.
Живопись Розенфельдера — это, главным образом, масштабные полотна на средневековые исторические сюжеты. Он также принял участие в создании настенных росписей в большом зале Кёнигсбергского университета, в связи с чем в 1871 году был удостоен степени почётного доктора.